# Skagafjörður
Skagafjörður és un municipi d'Islàndia a la regió de Norðurland vestra. Té una extensió de 5.541 km² i una població de 4.316 habitants a primer de gener de 2025.
El municipi va ser creat el 6 de juny de 2005 mitjançant la fusió de la població de Sauðárkrókur amb els antics municipis de Hofshreppur,
Hólahreppur, Fljótahreppur, Lýtingsstaðahreppur, Rípurhreppur, Seyluhreppur, Skarðshreppur, Skefilsstaðahreppur, Staðarhreppur i Viðvíkurhreppur. Els seus residents havien aprovat la fusió en les eleccions del 15 de novembre de l'any anterior. Akrahreppur va ser l'únic municipi del fiord que va decidir no participar-hi. Però el febrer de 2022, els residents d'Akrahreppur i del nou municipi de Skagafjörður van votar per fusionar-los i el juny de 2022 la fusió es va formalitzar amb el nom de Skagafjörður.
Les principals poblacions del municipi són Sauðárkrókur, Hofsós, Varmahlíð i Hólar í Hjaltadal.